# Claus Harms

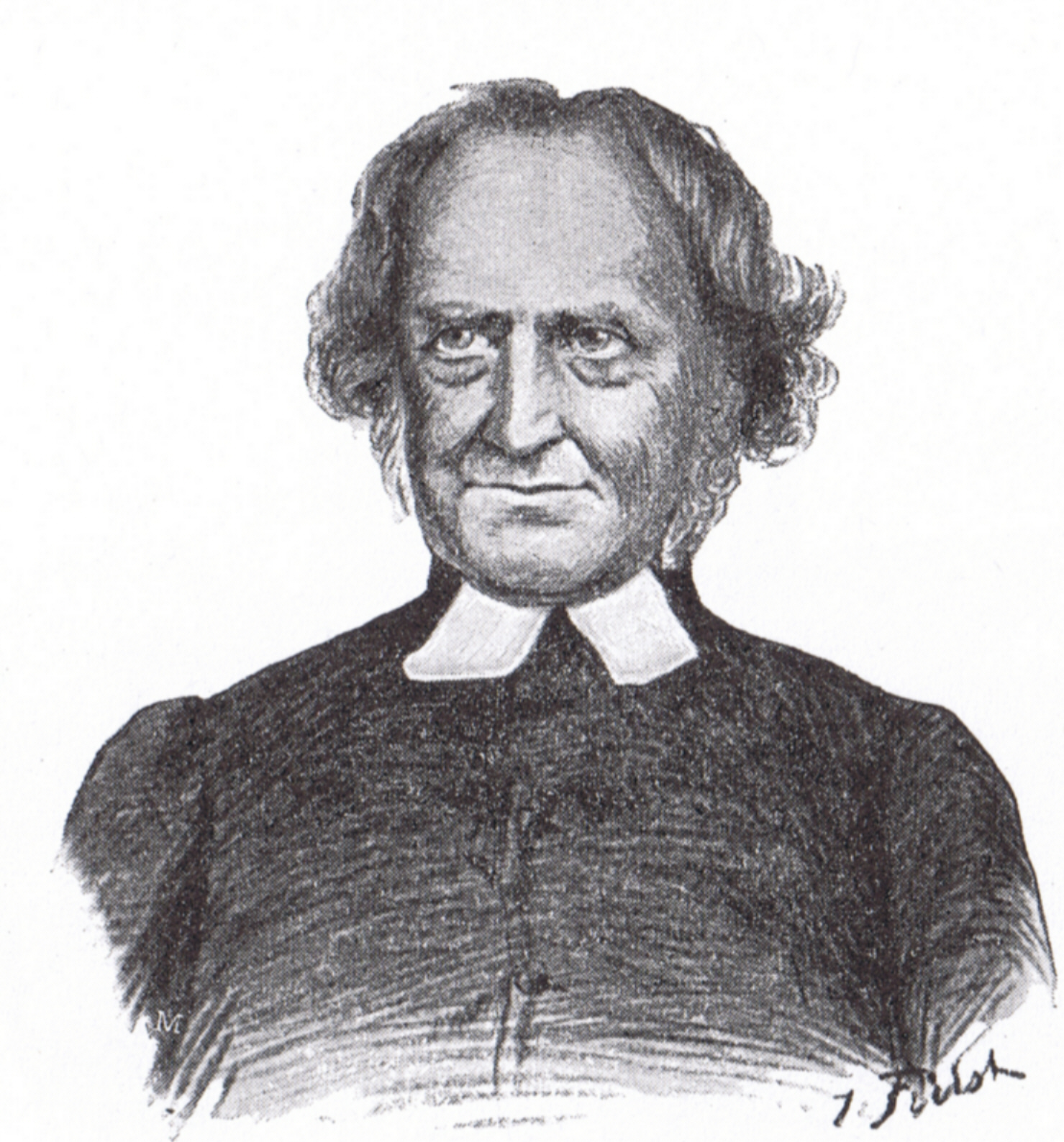
Claus Harms.

Claus Harms, född den 25 maj 1778 i Fahrstedt, Schleswig-Holstein, död den 1 februari 1855, var en inflytelserik tysk predikant.
Harms måste i ungdomsåren betvinga sin studiehåg och syssla med mjölnararbete. Först 19 år gammal fick han börja studera. År 1806 blev han diakon i Lunden i Norra Dithmarschen, 1816 ärkediakon vid S:t Nicolai kyrka i Kiel. Under sin studietid hade han påverkats av rationalismen, men en brytning inträffade, då Harms gjorde bekantskap med Schleiermachers Reden über die religion. Livet och Luthers skrifter utvecklade honom sedan till en stridbar kämpe för gammalluthersk åskådning; som sin uppgift såg han att bekämpa rationalismen med kärnfull lutherdom som vapen. 
År 1817 slog han sitt stora slag. Vid reformationsfesten utsände han ett litet häfte med Luthers 95 teser tillökade med 95 nya såsom "med en översättning från 1517 till 1817". Det var ett häftigt angrepp på kristendomens förvandling till förnuftstro och moralism: "vår tids påve kan vi i fråga om tro kalla förnuft och i fråga om handling samvete", "syndaförlåtelse kostade ändå pengar på 1500-talet, på 1800-talet har man den alldeles gratis, ty man betjänar sig själv med densamma". Även unionen bekämpades: "utför inte akten över Luthers ben, han blir levande av detta och då - ve eder!" Teserna spreds snart över hela Tyskland och än vidare, framkallande en litteratur på 200 skrifter för och mot. Det var en stridssignal, som hade stor betydelse för den uppflammande kampen mot rationalismens herravälde i akademier och på predikstolar. 
Harms inflytande växte hastigt såväl i Kiel som i hela den samtida lutherska kyrkan. Utan att inneha någon officiell lärarplats vid Kieluniversitetet inverkade han starkt på prästbildningen där, särskilt genom anordnande av privata studiekretsar. Ur arbetet med dessa har hans Pastoraltheologie (1830) framväxt. Bland Harmss arbeten märks för övrigt ett stort antal predikosamlingar samt åtskilliga kateketiska skrifter. Han var en framstående predikant, det enkla innehållet fängslade, klätt i kärnfull och originellt folklig form. År 1819 avböjde han en kallelse till evangelisk biskop i Sankt Petersburg, 1835 blev han prost i Kiel, 1841 överkonsistorialråd. På grund av blindhet måste han 1849 nedlägga sina ämbeten.

## Svenska översättningar
- Predikan på reformations-festen (anonym översättning, Stockholm, 1817)
- Wårpostilla (anonym översättning, Uppsala, 1818)
- Winterpostilla (anonym översättning, Uppsala, 1818)
- Sommarpostilla (anonym översättning, Uppsala, 1819)
- Höstpostilla (anonym översättning, Uppsala, 1819)
- De christnas tro (Religion der Christen)(översättning Jacob Ekelund, Stockholm, 1819)
- Om helgelsen: i nio predikningar öfwer Galat. 5, 16-25 (anonym översättning, Holmgren, 1837)
- Pastoraltheologie (Stockholm, 1839)